# Armée du Levant
Armée du Levant (deutsch Armee der Levante) war ein Großverband des französischen Heeres in Syrien und dem Libanon, der in der Zeit nach dem Ersten Weltkrieg aufgestellt wurde und bis 1941 existierte.

## Geschichte

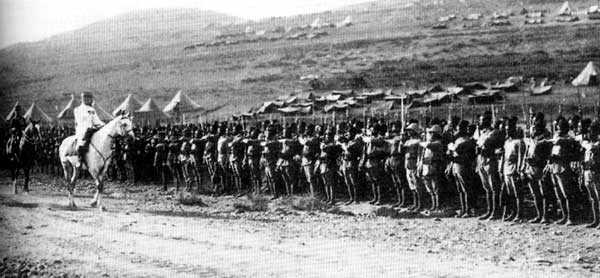
Henri Gouraud bei einer Parade in Maysaloun 1920

### Die Zwischenkriegszeit
Die Armée du Levant entstand nach dem Ersten Weltkrieg in der Levante. Auf der Konferenz von Sanremo übertrug der Oberste Rat der Alliierten am 25. April 1920 Frankreich das Mandat über Syrien einschließlich der Libanon-Höhen. Die Syrer reagierten darauf mit gewalttätigen Demonstrationen, der Bildung einer neuen Regierung unter Haschim al-Atassi am 7. Mai 1920 und einer allgemeinen Mobilmachung. General Henri Gouraud besiegte in der Schlacht von Maysalun den syrischen Kriegsminister Yusuf al-Azma und zog am 24. Juli 1920 in Damaskus ein. Frankreich erhielt schließlich 1922 ein Völkerbundmandat für Syrien und Libanon. Erst 1923 konnte Frankreich die ausbrechenden Aufstände in den alawitischen Gebieten des Dschebel ad-Duruz und in Aleppo niederschlagen und die volle Kontrolle über ganz Syrien erlangen. Die Syrische Revolution von 1925 bis 1927 war ein allgemeiner Aufstand in ganz Syrien und Libanon, welcher das Ziel hatte, sich von der französischen Herrschaft zu befreien. Der Aufstand wurde schließlich in den Jahren 1926 bis 1927 durch französische Luftangriffe auf zivile Gebiete, einschließlich Damaskus, unterdrückt. Nach dem Aufstand wurde die Armée du Levant reorganisiert. Neben Truppen aus dem Mutterland entstanden die Troupes Speciales du Levant, sie bestanden aus nordafrikanischer Infanterie (Tirailleurs) und Kavallerie (Spahis), dazu kamen Truppen der Fremdenlegion und Kolonialtruppen der Infanterie/Artillerie (französisch/senegalesisch). Am 14. Mai 1930 erklärte sich der syrische Staat zur Republik (→ Syrische Republik) und eine neue Verfassung wurde erlassen. 1936 wurden ein französisch-syrischer und ein französisch-libanesischer Unabhängigkeitsvertrag unterzeichnet, die aber nicht mehr vor dem Zweiten Weltkrieg umgesetzt wurden. Die französische Armée du Levant blieb weiter vor Ort. 

### Syrisch-Libanesischer Feldzug
Nach der Niederlage Frankreichs im Juni 1940 übernahm Marschall Philippe Pétain die Regierungsgeschäfte und das sog. Vichy-Regime wurde etabliert, das mit dem Deutschen Reich kollaborierte. Die Militärführung im Mandatsgebiet von Syrien und Libanon unter dem Oberbefehlshaber Eugène Mittelhauser erkannte im Juni 1940 die Autorität der Regierung von Vichy an, verwahrte sich jedoch ausdrücklich gegen Operationen von Streitkräften der Achsenmächte von diesem Territorium aus. Mit der Operation Explorer begann eine Offensive der Alliierten Truppen aus dem Irak. Die Armee der Levante unter General Henri Fernand Dentz verfügte im April 1941 über 27 Infanteriebataillone. Der Hauptteil der Infanterie machten zehn nordafrikanische Bataillone und vier Fremdenlegionsbataillone aus. Ebenso gab es senegalesische Einheiten und drei gemischte französisch-senegalesische Bataillone. Im Juni 1941 verfügten die Vichy-Truppen in der Levante über 90 moderne Panzer des Typs Renault R-35 und 70 Panzerwagen. Der Armee waren 90 moderne Flugzeuge angegliedert, von denen aber einige ins Mutterland überführt worden waren. Material und Betriebsstoffbevorratung sollten rund sechs Wochen Gefechte ermöglichen. Ein Teil der Panzerwagen war in Beirut durch die Armee selbst auf Basis von US-amerikanischen Lastkraftwagen improvisiert worden. Die Operation Explorer dauerte vom 8. Juni bis 14. Juli 1941 und fand auf dem Gebiet des Libanon und Syriens statt. 1.866 französische Soldaten sind bei den Gefechten gefallen, darunter 1.066 Soldaten der Vichy-Regierung und 800 Freifranzosen unter General Georges Catroux. Bereits am 21. Juni 1941 wurde Damaskus von Briten und Freifranzosen besetzt.

### Ende
Am 14. Juli 1941 befahl Dentz die Einstellung der Kampfhandlungen. Mit den Waffenstillstandsbedingungen vom 14. Juli 1941 in Akkon wurde der Armée du Levant der Abzug ohne Ausrüstung gestattet. Die alliierten Truppen besetzten das gesamte französische Mandatsgebiet und erreichten auch die Übergabe der vichy-französischen Flugzeuge. Den etwa 38.000 vichy-französischen Truppen wurde die Wahl gestellt, sich unter Abgabe ihrer Waffen ins Mutterland repatriieren zu lassen oder sich den Verbänden für ein freies Frankreich (Forces fr. libres) anzuschließen. Nur rund 5.700 von ihnen nahmen letzteres Angebot an.

### Kommandeure der Armée du Levant (und zugleich Hochkommissare)

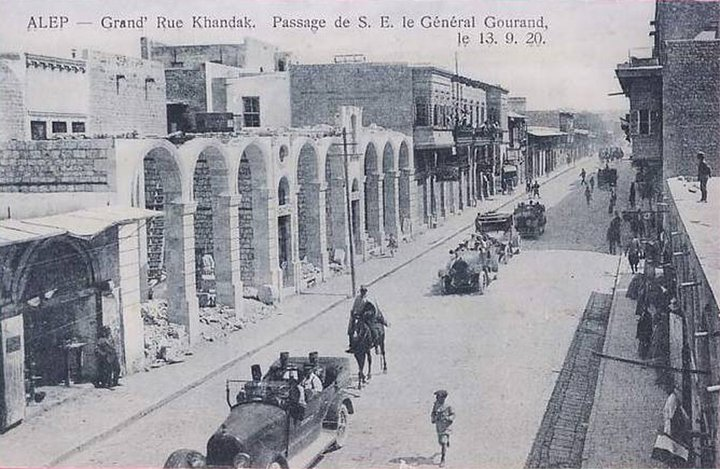
General Gouraud durchquert Aleppo am 13. September 1920

- Henri Gouraud, 1919/1922–1923
- Maxime Weygand, 1923–1924
- Maurice Sarrail, 1924–1925
- Henry de Jouvenel, 1925–1926
- Henri Ponsot, 1926–1933
- Damien de Martel, 1933–1939
- Gabriel Puaux, 1939–1940
- Jean Chiappe, 1940
- Henri Fernand Dentz, 1940–1941